# 이송희일
이송희일(李宋喜一, 1971년 ~ )은 대한민국의 영화 감독, 극작가이다.

## 이력
1990년 영화 평론가로 첫 데뷔하였고 이듬해 1991년 극작가 등단한 그는 이후 1998년 단편영화 <언제나 일요일같이>로 영화감독으로 데뷔하였다. 2000년작 슈가 힐에서는 각본과 음악감독까지 직접 맡았다. 그는 2000년대 초반까지 군대 탈영병을 소재로 한 영화 《탈주》를 제작하였다. 이는 2005년 윤종빈의 《용서받지 못한 자》와 함께 화제가 되었다. 영화 《동백꽃 프로젝트》에서는 동성애자들의 상처와 이성애자의 상처를 다루었다. 장편 작인 퀴어 멜로 《후회하지 않아》는 제11회 부산국제영화제에 초청되기도 했다. 《후회하지 않아》, 《백야》, 《야간비행》으로 베를린 국제 영화제에 3번 초청되었다.

## 학력
- 1990년 동암고등학교
- 1995년 전북대학교 사회학과

## 작품 목록

### 감독
- 《제비》 (2023)
- 《미행》 (2016)
- 《야간비행》 (2014)
- 《백야》 (2012)
- 《지난여름, 갑자기》 (2012)
- 《남쪽으로 간다》 (2012)
- 《탈주》 (2009)
- 《황금시대》 (2009)
- 《후회하지 않아》 (2006)
- 《동백꽃》 (2004)
- 《나랑 자고 싶다고 말해봐》 (2003)
- 《사자성어 - 마초 사냥꾼들》 (2002)
- 《굿 로맨스》 (2001)
- 《사자성어》 (2001)
- 《슈가 힐》 (2000)
- 《언제나 일요일같이》 (1998)

### 각본
- 《제비》 (2023)
- 《야간비행》 (2014)
- 《백야》 (2012)
- 《지난여름, 갑자기》 (2012)
- 《후회하지 않아》 (2006)
- 《나랑 자고 싶다고 말해봐》 (2003)
- 《굿 로맨스》 (2001)
- 《슈가 힐》 (2000)
- 《언제나 일요일같이》 (1998)

### 음악 감독
- 《슈가 힐》 (2000)

### 편집
- 《제비》 (2023)
- 《야간비행》 (2014)
- 《백야》 (2012)
- 《지난여름, 갑자기》 (2012)
- 《후회하지 않아》 (2006)
- 《굿 로맨스》 (2001)
- 《슈가 힐》 (2000)
- 《언제나 일요일같이》 (1998)

## 수상
- 2006년 제9회 디렉터스 컷 시상식 올해의 독립영화감독상 《후회하지 않아》

## 이외 이력
- 녹색당 상임위원

## 같이 보기
- 김조광수
- 이종걸